# Higashihiroshima
Higashihiroshima (東広島市 -shi) é uma cidade japonesa localizada na província de Hiroshima.
Em 7 de Fevereiro de 2005 a cidade tinha uma população estimada em 170 851 habitantes e uma densidade populacional de 269 h/km². Tem uma área total de 635,32 km².
Recebeu o estatuto de cidade a 20 de Abril de 1974.

## Cidades-irmãs
- Marília, Brasil
- Virginia Beach, Estados Unidos
- Kitahiroshima, Japão
- Deyang, China

## Galeria

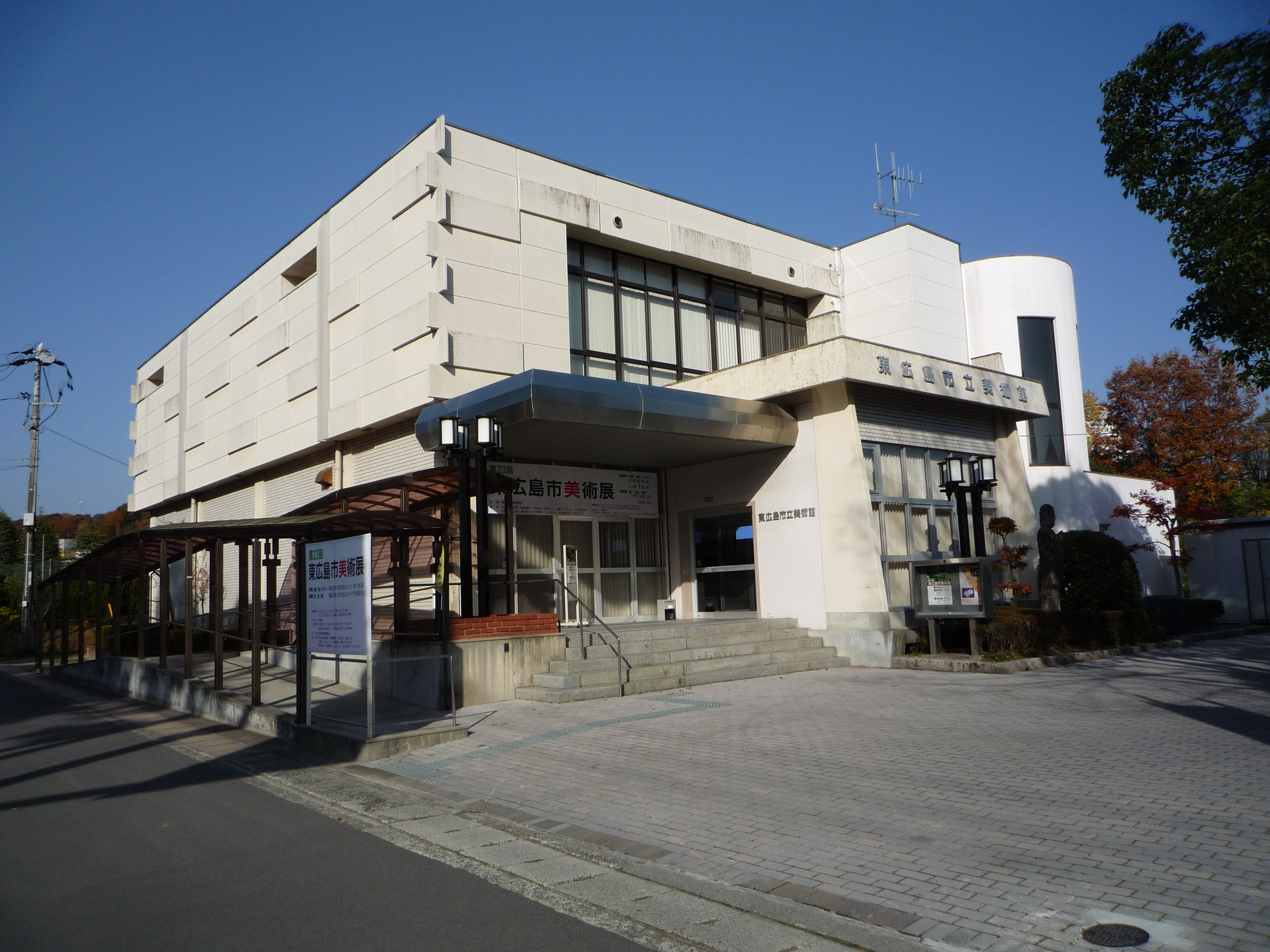
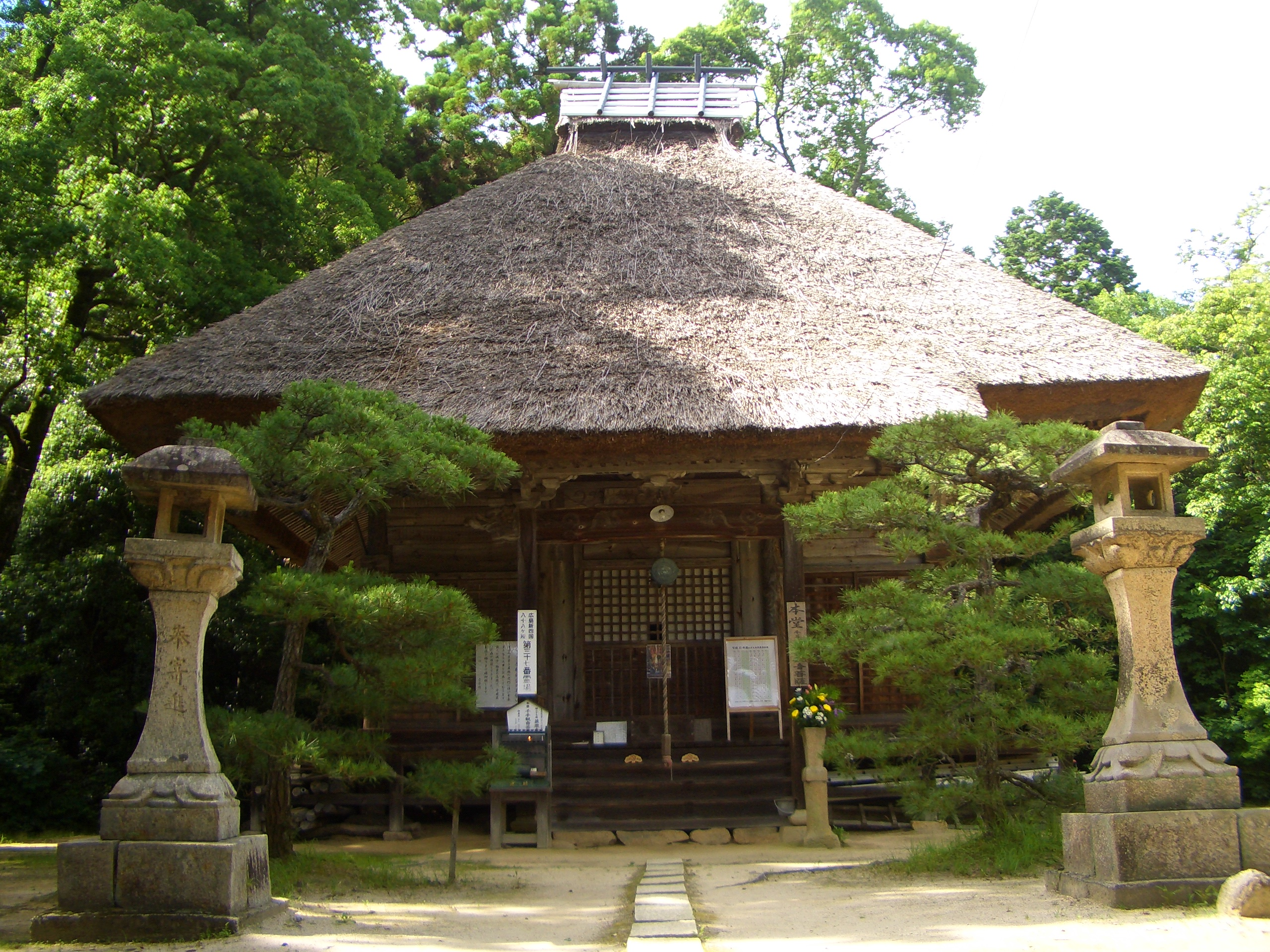
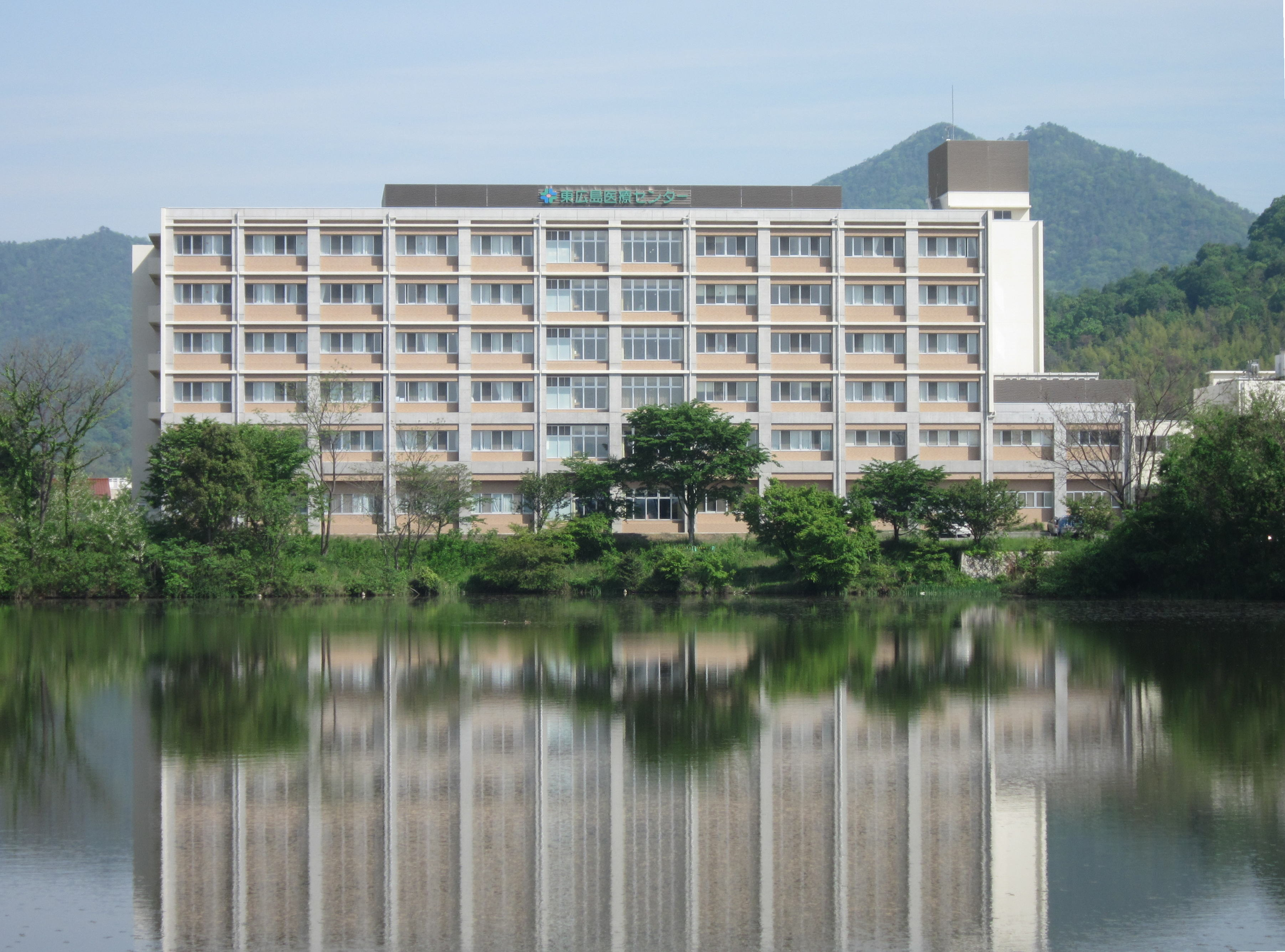